# Confédération Wabanaki
La confédération Wabanaki (Wabenaki, Wobanaki) était une confédération historique, du XVIIe et XVIIIe siècles, de cinq nations amérindiennes ayant la langue algonquine comme langue commune.

## Membres
Les membres de la confédération Wabanaki étaient localisés dans une région qu'ils appelèrent Wabanakik (Dawnland en anglais). Pour les Européens, cette région était connue comme l'Acadie et le Maine, la Nouvelle-Écosse et le Nouveau-Brunswick, plus une petite partie du Québec au sud du fleuve Saint-Laurent. Les Abénaquis de l'ouest étaient localisés au New Hampshire, au Vermont et au Massachusetts.
Les membres de la Confédération des Wabanaki étaient :
- Pentagouets (ouest Abénaquis)
- (est) Abénaquis
- Míkmaq (Micmacs ou Mi'kmaq)
- Penawapskewi (Pentagouets)
- Pestomuhkati (Passamaquoddys)
- Wolastoqiyik (Malécites ou Malicite ou Maliseet)

Ils étaient aussi alliés des Innus, Algonquins et Hurons-Wendats.
La confédération cessa d'exister en 1862, mais cinq nations Wabanakis existent encore aujourd'hui.
En 1993, le conseil de la confédération Wabanaki se réunit pour la première fois depuis deux cents ans à Listuguj. Les nations présentes étaient les Passamaquoddy, les Penobscot, les Malécites, les Micmacs et les Abenaquis.

## Les langues de la confédération Wabanaki
- Micmac : Wabanahkiyik
- Malécites : Waponahkiyik/Waponahkewiyik
- Abénaqui : Wôbanakiak

Autre langues liées :
- Algonquin : Wàbanakìk
- Anichinabés : Waabanakiig/Waabanakiiyag
- Odawa : Waabnakiig/Waabnakiiyag
- Potéouatamis : Wabnekiyeg

## Historique
Depuis 1689, lors du début de la Première guerre intercoloniale, les membres de la confédération Wabanaki de l'Acadie participèrent à six guerres majeures contre les Anglais et les Britanniques :
- Première guerre intercoloniale (1689–1697)
- Deuxième guerre intercoloniale (1702–1713)
- Guerre anglo-wabanaki (1722–1725)
- Troisième guerre intercoloniale (1744–1748)
- Guerre anglo-micmac (1749–1755)
- Guerre de Sept Ans (1754–1763)

## Cartes
Cartes montrant les localisations approximatives des régions occupées par les membres de la confédération Wabanaki (du nord au sud) :

Micmac
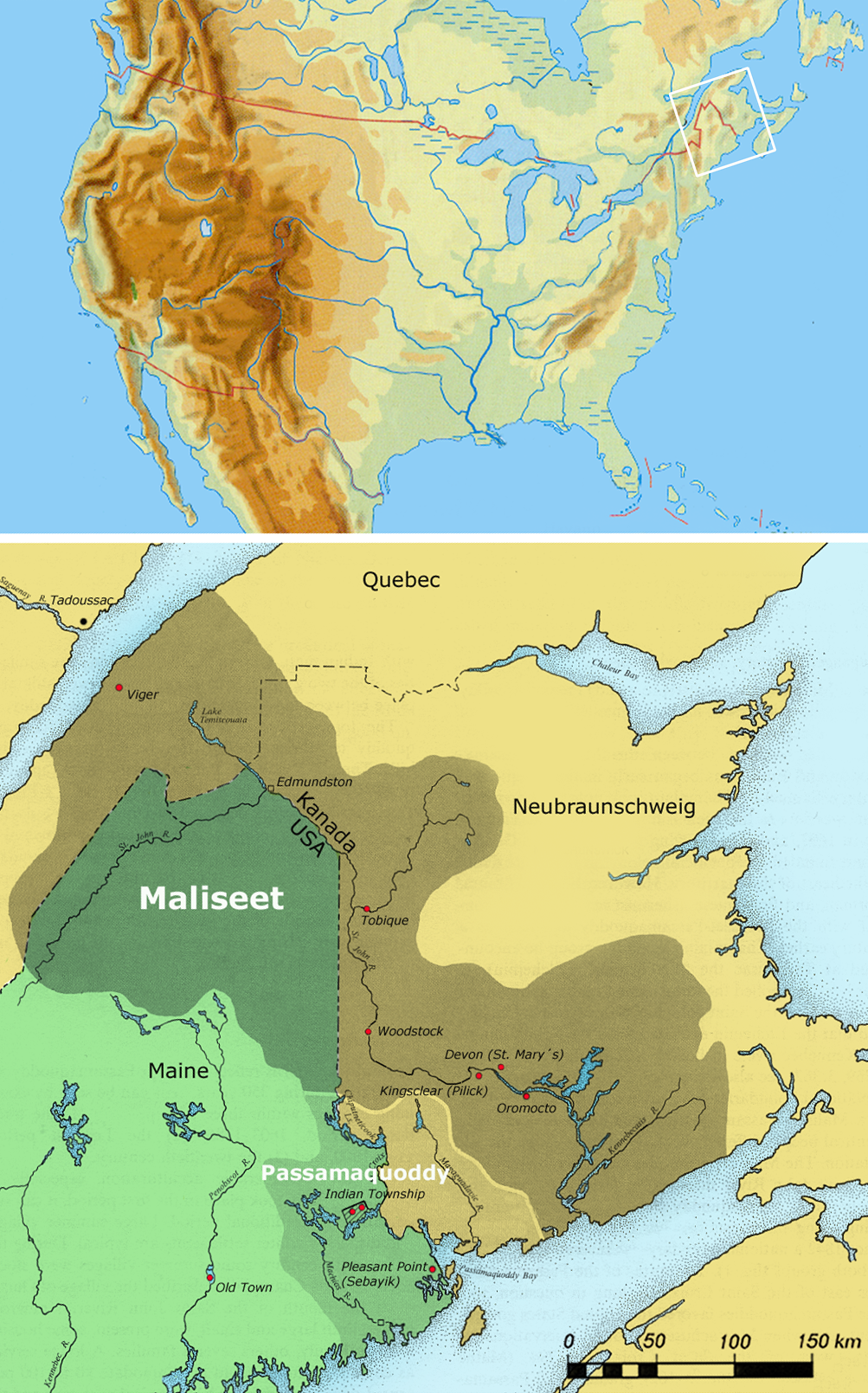
Malécites, Passamaquoddys
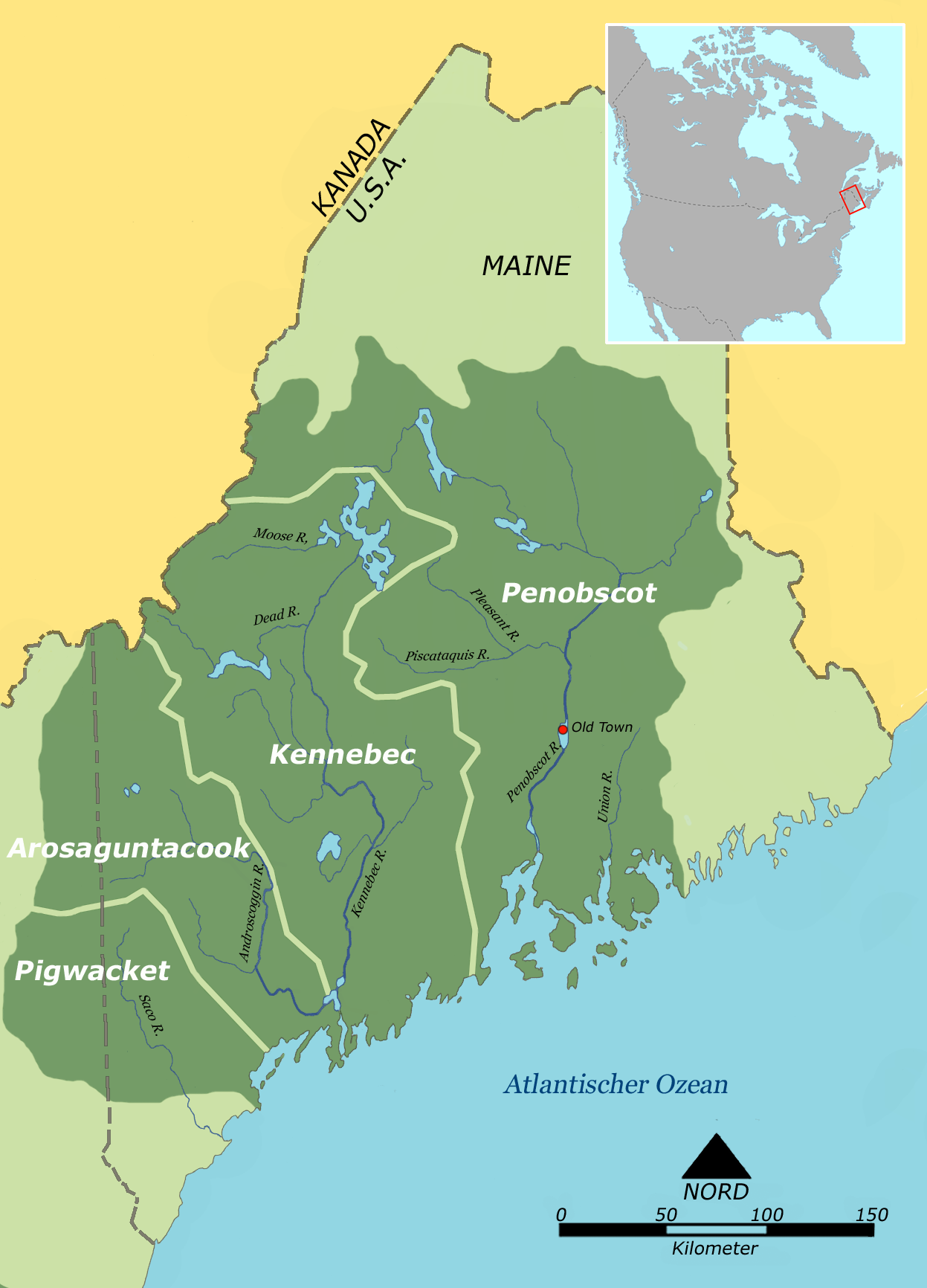
Abenaki de l'Est (Pentagouets, Kennebec, Arosaguntacook, Pigwacket/Pequawket)
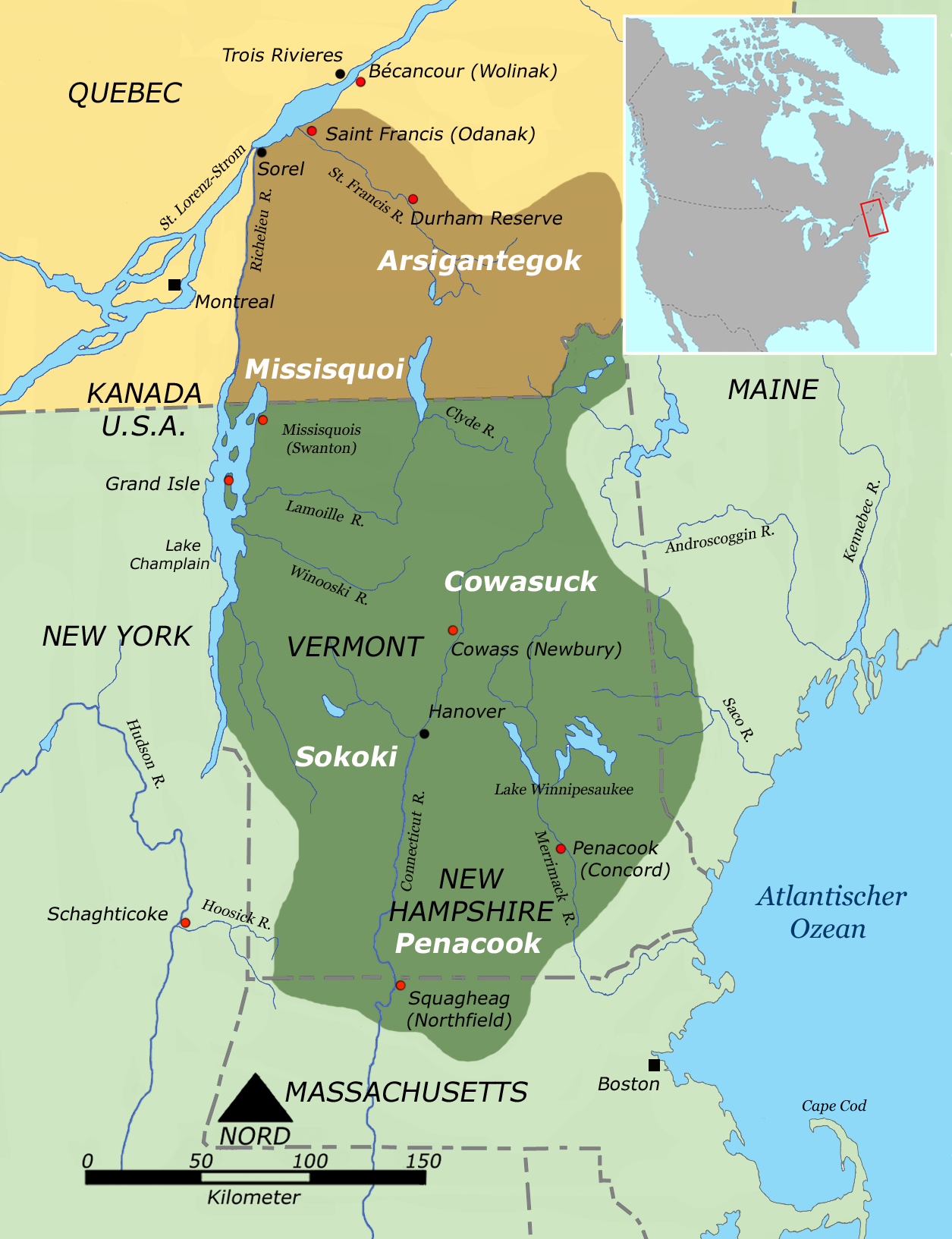
Abenaki de l'Ouest (Arsigantegok, Missisquoi, Cowasuck, Sokoki, Pennacooks)